# Amphibulus carinarum
Amphibulus carinarum là một loài tò vò trong họ Ichneumonidae.